# ガンピ

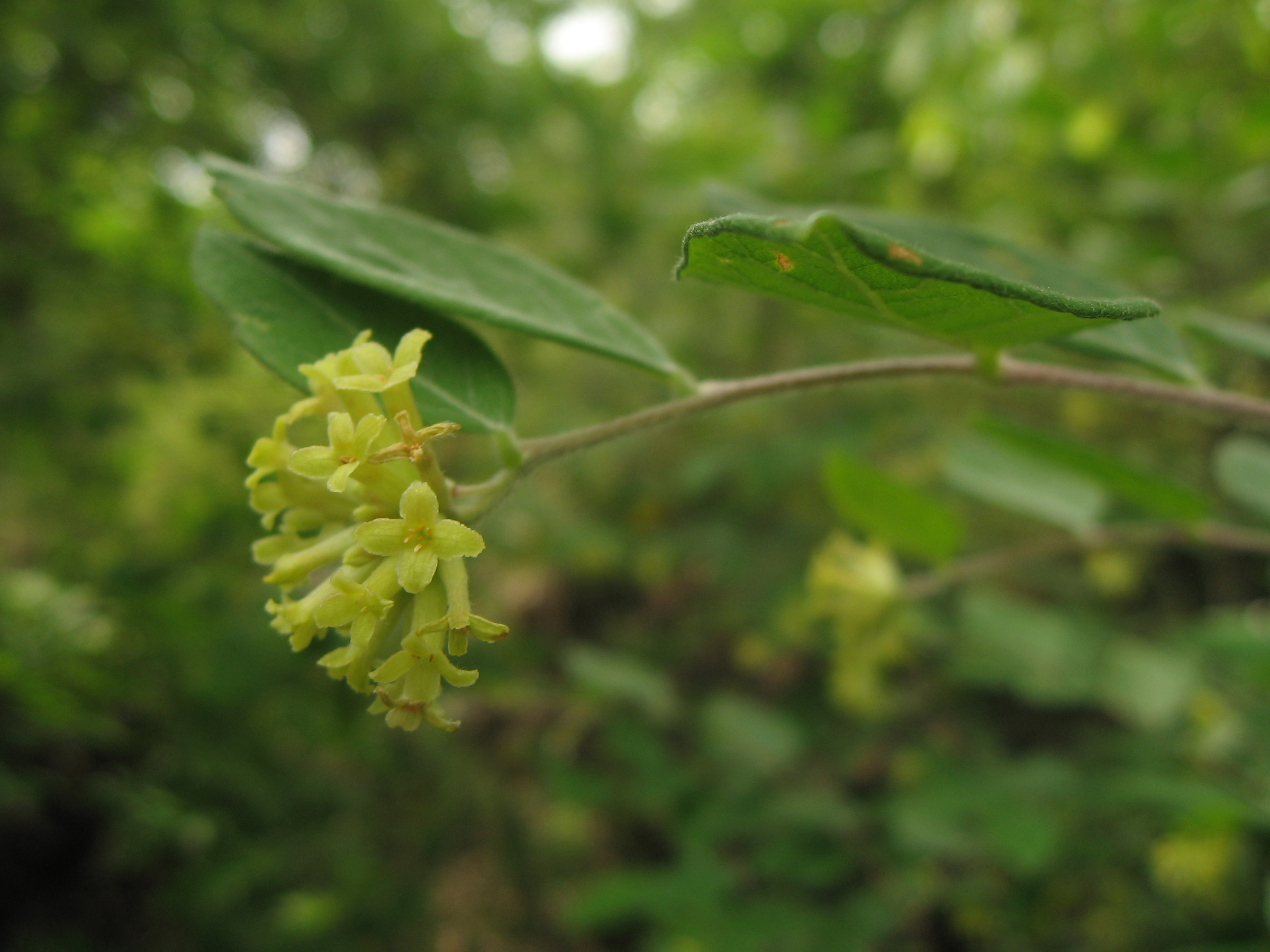
ガンピの花
三重県伊勢市朝熊山

ガンピ（雁皮、学名: Diplomorpha sikokiana）はジンチョウゲ科ガンピ属の落葉低木である。奈良時代から製紙原料として用いられている。別名はカミノキ。

## 名称
和名「ガンピ」の名の由来は、カニヒ（伽尼斐）という植物の古名から転化したという説と、カミヒ（紙斐）が訛ったともいわれている。

## 分布・生育地
生育する東限は静岡の伊豆、北限は石川の加賀市付近までである。四国、九州（黒髪山）、静岡、兵庫などに多く分布する。暖地を好み、山中の日当たりのよいところに生える。

## 特徴
落葉広葉樹の低木で、高さ1.5 - 2メートル (m) になる。枝はなめらかで濃褐色をしており、若い枝には毛がある。葉は互生し、長さ3 - 5センチメートル (cm) の卵型で、全体に絹毛がある。特に葉の裏面に絹毛が多く生える。
花期は初夏（5 - 6月）。枝の先に黄色の小花が頭状に数個集まってつく。花には花弁がなく、萼が長さ7 - 8ミリメートル (mm) の筒状になり、先端が4裂して花冠状になる。雄蕊は8個つく。
果期は10 - 11月。果実は痩果で、長さ5 - 6 mmの紡錘形をしており、萼筒に包まれて褐色に熟す。

## 人工栽培
野生品は乱穫しすぎで収穫量は減少傾向にあるため、困難であるものの人工栽培が試みられている。実生、根分け、挿し木などにより苗を育てるが、1年目の植え替えの際によほど注意しないと枯死する。苗を植え付けて3年目に第一回の収穫を行うが、4月 - 11月が適当。生皮を剥ぎ、乾燥して出荷する。製紙の過程は三椏和紙などと同様。

## 利用
樹皮の繊維がきめ細かく、高級和紙の原料となる。繊維は楮の3分の1程度と短く、その質は優美で光沢があり、平滑にして半透明でしかも粘性があり緊縮した紙質となる。
富山県(主に県東部の地域)では模造紙のことを雁皮という。新方言の一つ。

### 歴史
遣唐使と共に唐に渡った最澄が、わざわざ土産として筑紫の斐紙（雁皮紙）を200張り持参している。当時紙の先進国であった中国に、土産として持参できるほどに高い評価を得ていたことになる。平安期の公家の女流詩人たちに、かな文字を書くのにもっともふさわしい紙として愛用され、中世から近世にかけて、鳥の子紙の名で紙の王としてその名を知られている。